# Quartier du Bois du Château
Le quartier du Bois du Château est un quartier de Lorient, dans le département du Morbihan en France.

## Géographie

### Localisation
Le quartier est situé au nord-est de la ville de Lorient entre les quartiers de Saint-Armel à l'ouest, Kerdual au nord, Tréfaven et le Rouho au sud. Le cours d'eau du Scorff s’établit sur les bords.

### Transports
Le quartier est desservi par les bus de la IZILO.

## Toponymie
Il tire son nom au bois qui entourait le château de Tréfaven au XVIIIe siècle. La forêt fut rasée en 1805.

## Historique
Auparavant le quartier était rattaché à Ploemeur, qui se détache de celle-ci de 1901 à 1947, avant de fusionner avec Lorient. Il conserve toutefois une vocation agricole avec plusieurs exploitations.
La ville de Lorient s'agrandit dans la deuxième moitié du XXe siècle. Le quartier s'urbanise en 1966 avec la création d'une zone HLM, puis d'une zone d'urbanisation prioritaire (ZUP), en 1967.

## Population et société

### Démographie
Le quartier du Bois du Château compte plus de 4 263 personnes dont 2 506 personnes en quartier prioritaire en 2018, avec un taux de pauvreté de 62 %.

### Enseignement
Le quartier compte plusieurs établissements d'enseignement :
- crèche ;
- écoles maternelles ;
- école primaire : groupe scolaire du Bois du Château, inauguré le 7 décembre 1970[3]  ;
- collège Le Coutaller, inauguré le 8 octobre 1966[4].Comme le collège de Kerentrech, l'établissement ferme définitivement en juin 2022..

### Sport
Le quartier compte plusieurs clubs sportifs, terrains de sports et piscine .

## Économie
Le quartier compte plusieurs commerces : pharmacie, boulangerie, coiffeur, médecin généraliste.

## Culture locale et patrimoine

### Patrimoine naturel
- Le grand parc du Bois du Château s'étend sur 10 hectares[6].

### patrimoine culturel
- La poudrière créé en 1879[7] ;
- la maison du quartier située rue Jules Massenet.